# Fatoumata Sanou
Pour les articles homonymes, voir Sanou.
Fatoumata Sanou, née le 30 juin 2004 à Bamako, est une joueuse malienne de basket-ball.

## Carrière

### Carrière en club
Fatoumata Sanou évolue à l'USFAS Bamako.

### Carrière internationale
Fatoumata Sanou termine quatrième de la Coupe du monde féminine de basket-ball des moins de 19 ans 2021. 
Après avoir remporté le Championnat d'Afrique féminin de basket-ball des moins de 18 ans 2022, elle participe à la Coupe du monde féminine de basket-ball des moins de 19 ans en 2023, terminant à la cinquième place.
Avec l'équipe du Mali, elle est troisième du Championnat d'Afrique féminin de basket-ball 2023.
Elle remporte la médaille d'or du tournoi féminin de basket-ball à trois aux Jeux africains de 2023 à Accra avec Awa Coulibaly, Kadidia Coulibaly et Bintou Dramé.

## Palmarès
- Médaille d'or en 3x3 aux Jeux africains de 2023
- Médaille d'or du Championnat d'Afrique féminin de basket-ball des moins de 18 ans 2022
- Médaille de bronze du Championnat d'Afrique féminin de basket-ball 2023